# 旧鈴木家住宅 (豊田市)
旧鈴木家住宅（きゅうすずきけじゅうたく）は、愛知県豊田市足助町にある邸宅。「豊田市足助伝統的建造物群保存地区」の名称で重要伝統的建造物群保存地区として選定されている足助市街地を代表する商家の町屋建築である。2013年8月7日には重要文化財に指定された。

## 歴史
中馬街道に沿った約4,000m2の敷地に、主屋や本座敷など16棟の建物が建っている。鈴木家の屋号は「紙屋」であり、かつては屋号の通り紙を扱っていたが、特に江戸時代後期には、醸造業や金融業、土地経営や三河湾沿岸における新田開発で財を成し、有力な商家（豪商）となった。
安永4年（1775年）に足助で起こった大火では市街地の大半が焼失したため、足助に大火以前の建築物は存在しないとされたいたが解体調査の際に仏間座敷から宝暦七年に建築されたと書かれた墨書が見つかった
。鈴木家はこの大火直後の安永5年（1776年）に主屋を建設したため、今日の足助市街地の建築物の中ではもっとも古いとされている。18世紀に仏間座敷を、文化14年（1817年）に本座敷を、1896年（明治29年）に新座敷を建築している。
2005年（平成17年）4月1日には東加茂郡足助町が豊田市に編入合併された。2011年（平成23年）6月20日には足助市街地が「豊田市足助伝統的建造物群保存地区」の名称で重要伝統的建造物群保存地区として選定された。同年からは豊田市による建築物調査が行われ、2012年（平成24年）3月30日には「旧紙屋鈴木家住宅」として豊田市指定有形文化財に指定された。
2013年（平成25年）8月7日には主屋、本座敷、新座敷、仏間座敷、離れ、大蔵、上蔵、米蔵、飾物蔵、新蔵、味噌蔵、米置場、旦過寮、井戸屋形及び釜屋、門屋、大工小屋の16棟の建物並びに土地が重要文化財に指定された。2014年度（平成26年度）から2022年度（平成34年度）までの予定で改修工事を行っている。

## 文化財
以下の建造物16棟と土地が「旧鈴木家住宅」の名称で国の重要文化財に指定されている。また、関連史料である絵図8枚と冊子2冊が重要文化財の「附」（つけたり）として指定されている。
- 主屋 - 安永5年（1776年）の建物[1]。
- 本座敷 - 文化14年（1817年）の建物[1]。
- 新座敷（附 便所及び塀） - 明治29年（1896年）の建物[1]。
- 仏間座敷 - 宝暦七年築[7]。
- 離れ - 明治時代の建物[1]。
- 大蔵 - 明治時代の建物[1]。土蔵造、2階建。
- 上蔵 - 明治時代の建物[1]。土蔵造、2階建。
- 米蔵 - 弘化3年（1846年）の建物[1]。土蔵造、2階建。
- 飾物蔵 - 19世紀の建物[1]。土蔵造、2階建。
- 新蔵 - 弘化4年（1847年）の建物[1]。土蔵造、2階建。
- 味噌蔵 - 18世紀の建物[1]。土蔵造、2階建。
- 米置場 - 嘉永元年（1848年）の建物[1]。2階建。
- 旦過寮（附 便所） - 文政11年（1828年）の建物[1]。
- 井戸屋形及び釜屋 - 19世紀の建物[1]。2階建。
- 門屋 - 弘化3年（1846年）の建物[1]。2階建。
- 大工小屋 - 嘉永元年（1848年）頃の建物[1]。2階建。
- （附指定）屋敷図8枚、たたみの図2冊
- 土地（宅地及び畑） 3,246.44平方メートル（祠、石段、石積、水路を含む）